# Sae Miyazawa
Sae Miyazawa (宮澤佐江, Miyazawa Sae, née le 13 août 1990 à Tokyo au Japon) est une chanteuse, actrice et idole japonaise, membre des groupes de J-pop, les AKB48 (team K), DiVA et ex-membre de Chocolove from AKB48.
En 2012 elle est transférée chez les SNH48 et en 2014, elle devient capitaine de la Team S d'SKE48. Elle quitte ces deux groupes en 2016.

## Biographie
Après avoir perdu lors de la première audition pour AKB48, elle est auditionnée à nouveau en février 2006. Sur 11892 candidats, elle a été choisie comme l'une des 19 membres représentant la deuxième génération de AKB48, mise par la suite dans la team K. Elle a fait ses débuts sur scène le 1er avril 2006.
Ensuite, Miyazawa a participé à 25 singles de AKB48 (faces A), allant de Aitakatta (octobre 2006) à Gingham Check (août 2012) sauf seulement Chance no Junban et Ue kara Mariko. Elle est membre de deux sous-groupes : Chocolove from AKB48 en 2007 (le tout premier sous-groupe d'AKB48, avec Sayaka Akimoto et Rina Nakanishi), qui est dissoute après que Rina Nakanishi quitte les AKB48, puis le sous-groupe de DiVA (avec Ayaka Umeda, Sayaka Akimoto, et Yuka Masuda). 
DiVA a été formé en 2011, et bien que Masuda soit graduée d'AKB48 et Akimoto a annoncé son départ du groupe d'AKB48, le groupe n'a pas été officiellement dissoute, à compter de juillet 2013.
En janvier 2011, une exposition de ses autoportraits a eu lieu au AKB48 Official Shop à Hong Kong, puis elle s'est rendue à Hong Kong le 28 janvier à la même année et a assisté à une série d'événements, y compris les AKB48 Cosplay Event tenu dans Dragon Centre à Kowloon, à Hong Kong. En mars 2012, pendant le voyage de AKB48 à la nationale Cherry Blossom Festival, Miyazawa a visité l'école primaire Strong John Thomson à Washington, aux États-Unis, pour expliquer la culture pop japonaise aux élèves.
En Août 2012, il a été annoncé que Miyazawa serait transférée au groupe-sœur basée à Shanghai, SNH48. Ce transfert était initialement prévu pour durer six à 12 mois, tout en restant un membre d'AKB48, cette fois dans le cadre de la Team Kaigai Iseki, elle ne figurait pas dans les trois singles consécutifs pour la première fois dans l'histoire. Cependant, en juillet 2013, elle n'a pas reçu un permis de travail pour la Chine mais elle n'est apparue occasionnellement qu'avec son nouveau groupe.
En janvier 2013, lors du concert annuel "Request Hour" tenue par toutes les AKB48, la chanson "Kiseki wa Mani Awanai" a été élue en deuxième position par un vote. Il s'agit de la plus haute entrée d'une chanson de l'unité d'étape dans l'un des événements précédents "Request Hour". À la suite de cela, elle a de nouveau été choisie pour promouvoir 30e single d'AKB48 intitulé So Long!. Dans les émissions de télévision, alors qu'elle n'a pas participé à l'enregistrement unique réelle.
Lors de la AKB48 Group Rinji Soukai concert en Nippon Budokan en avril 2013, son retour à la Team K a été annoncé, alors qu'elle maintenait sa position en tant que membre d'SNH48.
En attendant, elle a de nouveau été sélectionné pour participation dans  31e single d'AKB48 intitulé Sayonara Crawl. Lors de son discours, elle a annoncé qu'elle allait se consacrer à SNH48 plutôt que d'avoir une position simultanée dans les deux groupes. Cette décision a été confirmée par la gestion d'AKB48 plus tard, faisant d'elle le premier membre du groupe qui a refusé l'adhésion. Elle n'a donc pas été autorisée à participer au Janken tournament 2013.
Typiquement pour populaires membres d'AKB48, Miyazawa apparaît fréquemment dans des émissions de variétés, dramas, a accueilli un certain nombre d'émissions de radio, est parfois jeté pour les longs métrages, et a publié un livre photo en 2009.
Mi-2014, elle intègre le groupe d'SKE48 en tant que capitaine de la Team S, tout en restant toujours membre de SNH48.
Elle est diplômée de SNH48 en mars 2016.
En 2022, elle apparaît dans le drama Candy Color Paradox.